# South Stream

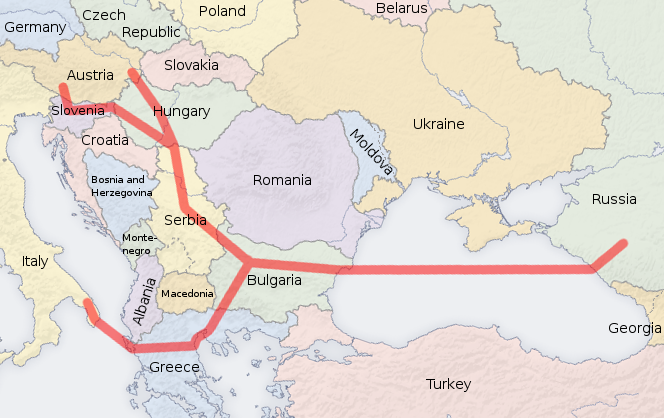
Varianten des Verlaufs der geplanten Pipeline, der Ast nach Süditalien wurde verworfen

South Stream (russisch Южный поток, Transkription Juschny potok, bulgarisch Южен поток) war ein von 2009 bis 2014 betriebenes Pipeline-Projekt, um russisches Erdgas nach Europa zu transportieren.

## Geschichte

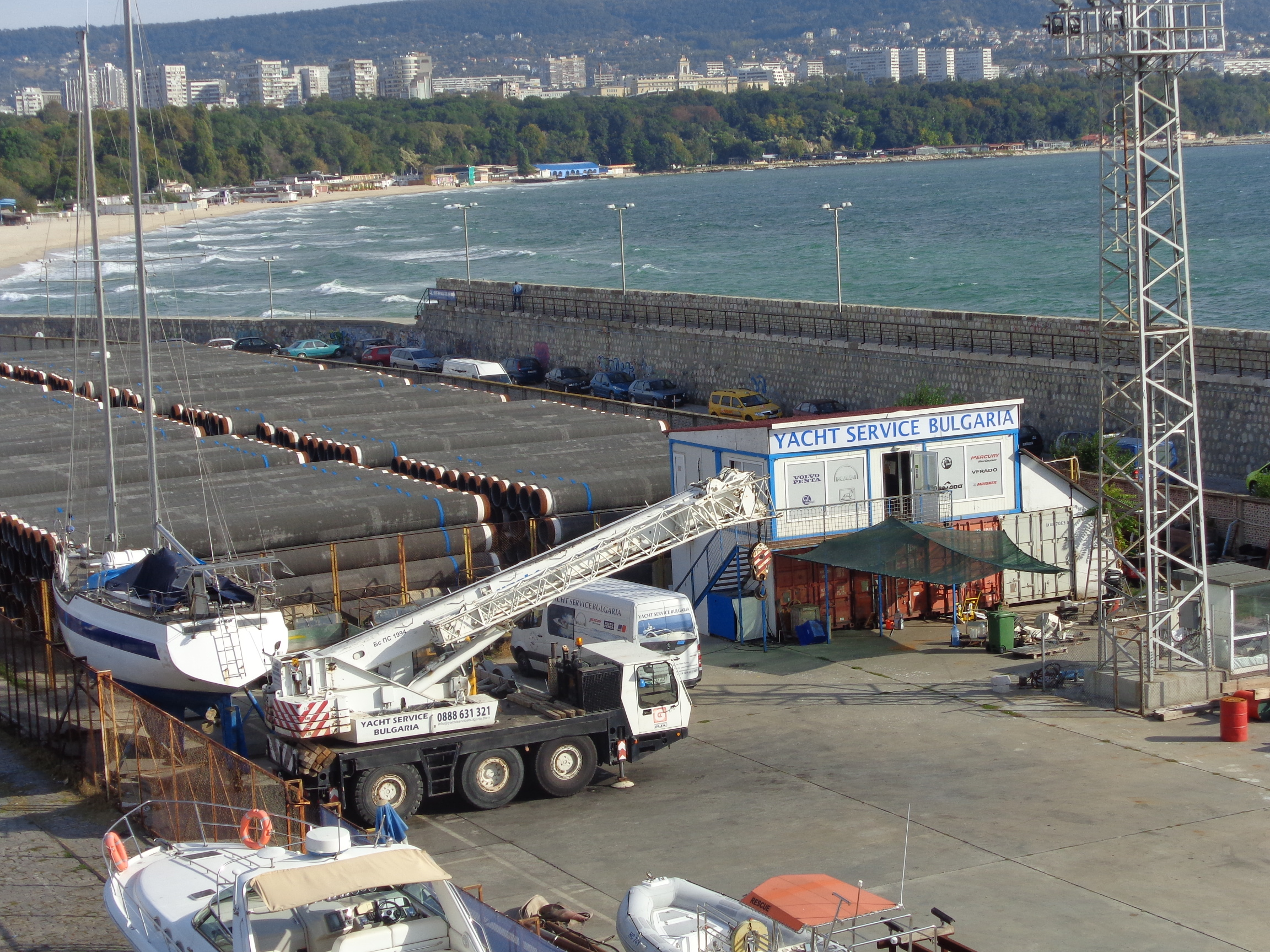
Gasröhren in Warna (2014)

Die Pipeline sollte ab frühestens 2015 Südost- und Südeuropa versorgen. Das Projekt bestand aus drei Komponenten: dem Ausbau der Transportkapazitäten in Russland bis zur Schwarzmeerküste bei Anapa, dem Bau einer Pipeline durch das Schwarze Meer sowie dem Weiterbau der Erdgas-Pipeline vom bulgarischen Warna. Den Offshore-Teil bildeten vier parallel verlaufende Röhren mit einer geplanten Durchleitungskapazität von 63 Milliarden Kubikmeter Gas pro Jahr, die auf einer Länge von 931 Kilometer durch das Schwarze Meer verlaufen sollten.
South Stream sollte die Lieferrouten von russischem Erdgas nach Europa diversifizieren und die Abhängigkeit Russlands von den derzeit dominierenden Transitstaaten Ukraine und Belarus reduzieren (siehe russisch-ukrainischer Gasstreit).
Am 5. Februar 2009 wurde das Abkommen zum Bau der Pipeline durch das Schwarze Meer zwischen Gazprom und der bulgarischen Energieholding unterzeichnet. Es sah vor, die ursprünglich geplanten 31 Milliarden Kubikmeter Durchleitungskapazität um weitere 16 Milliarden zu erhöhen.
Im April 2009 fand ein weiteres Treffen zwischen Eni und Gazprom statt. Eni erwog zu dieser Zeit, Gazprom auch am libyschen Elephant-Feld zu beteiligen.
Am 13. Juli 2009 teilte die russische Nachrichtenagentur RIA Novosti mit, Bulgarien habe die Kooperation mit Gazprom eingefroren und sei an weiteren Planungen dieser Pipeline sowie weiteren russischen Energieprojekten derzeit nicht interessiert. Die Ankündigung Turkmenistans, sich entweder durch bereits existierende iranische Pipelines oder mittels noch zu bauender transkaspischer Pipelines an der Nabucco-Pipeline beteiligen zu wollen, galt als ein weiterer Rückschlag für das russische South-Stream-Projekt. Bis dahin hatte Russland versucht, Turkmenistan von einer Nabucco-Beteiligung fernzuhalten.
Am 6. August 2009 unterzeichneten Russland und die Türkei einen Kooperationsvertrag, in dem die Türkei dem Bau der russischen Gaspipeline South Stream in ihren Hoheitsgewässern zustimmt.
Am 14. August 2009 trat das Dritte Energiepaket der EU in Kraft, das die Entflechtung von Lieferant und Pipelinebetreiber vorsieht. Dies ist eine maßgebliche Ursache für das Scheitern der Pipeline.
Am 24. April 2010 genehmigte Österreich bei Verhandlungen mit Russland den Bau der Pipeline.
Im September 2011 erfolgte eine Änderung hinsichtlich der Anteilseigner. Neben dem bisherigen Anteilseigner Gazprom mit 50 % Beteiligung werden Eni 20 %, EdF und Wintershall jeweils 15 % der Anteile halten.
Im Dezember 2011 berichteten russische Medien, Gazprom werde die Route im Westen nicht zum existierenden Verteiler nach Baumgarten an der March in Nordost-Österreich und auch nicht nach Süditalien, sondern nur nach Norditalien führen, da Österreich mit der OMV die konkurrierende Nabucco-Pipeline betreibe. Russland forderte eine 50-Prozent-Beteiligung an der OMV-dominierten Gasbörse CEGH, die Einfluss auf Nabucco geschaffen hätte, was von der EU-Kommission durch gestellte Bedingungen verhindert wurde. Im selben Monat gab die Türkei ihre endgültige Zustimmung zum Bau der Pipeline durch das Schwarze Meer. Als Gegenleistung sicherte Russland dem Land Gaslieferungen bis 2025 zu.
Am 7. Dezember 2012 wurde in der südrussischen Stadt Anapa am Schwarzen Meer offiziell mit dem Bau der Erdgasleitung begonnen.
Im Sommer 2013 wurde das Konkurrenzprojekt Nabucco-Pipeline für beendet erklärt. Diese Pipeline sollte Erdgas aus dem kaspischen Raum in die EU transportieren und dabei russisches Territorium umgehen.
Am 23. November 2013 wurde auch in Serbien mit dem Bau begonnen.
Im Zuge der Annexion der Krim 2014 kündigte EU-Energiekommissar Günther Oettinger im März 2014 an, dass er für eine Verzögerung des South-Stream-Projekts sorgen werde.
Bulgarien stellte die Vorbereitungsarbeiten Anfang Juni 2014 nach Druck der EU-Kommission und einem Besuch einer amerikanischen Abordnung um Senator John McCain ein. Am 24. Juni 2014 wurde zwischen der OMV und Gazprom ein Vertrag über den Bau des österreichischen Teilstücks der South-Stream-Pipeline unterzeichnet. Unter anderem wurde nun doch eine Abzweigung der Pipeline zum zentralen Verteilerzentrum der OMV für Erdgas in  Baumgarten an der March vereinbart.

## Einstellung des Projekts
Am 1. Dezember 2014 gab der russische Präsident Wladimir Putin bekannt, das Projekt werde aufgrund der Blockadehaltung Bulgariens vorerst eingestellt. Am selben Tag konferierte er mit dem türkischen Staatspräsidenten Erdoğan; die beiden unterzeichneten ein Memorandum, das die Lieferung großer Gasmengen an die Türkei vorsieht.
Der türkische Energieminister Taner Yıldız sagte, er wolle den russischen Vorschlag prüfen; es sei aber noch zu früh, um in der Angelegenheit „ein letztes Wort zu verkünden“. Zwischen den beiden Ländern gibt es bereits eine Gaspipeline namens Blue Stream. Der russische Energieminister Alexander Nowak gab der EU die Schuld für die Aufgabe der South-Stream-Pipeline durch Russland.
Kern der Differenzen zwischen der Europäischen Union und Russland ist die Liberalisierung und Öffnung der jeweiligen Energiemärkte für externe Investoren. Die Europäische Energiecharta schreibt eine solche Öffnung vor. Russland hat sie nicht ratifiziert, sondern seine Unterschrift 2009 wieder zurückgezogen. Die EU bestand bei den russischen South-Stream-Plänen auf Regeln, die seit November 2010 für alle Fernleitungsnetzbetreiber in der EU gelten: Wer eine Pipeline auf EU-Boden baut, der muss unter anderem Konkurrenten diskriminierungsfreien Zugang gewähren; Netz und Vertrieb müssen getrennt sein. Der Transporteur darf nicht die Preise kontrollieren. Gazprom wollte bei South Stream sowohl Gasproduzent als auch Gasnetzbetreiber werden; die EU-Kommission sah deshalb die genannten Regeln verletzt. Schon 2013 hatte sie die EU-Länder, durch die die Pipeline führen sollte, nachdrücklich darauf hingewiesen.
Im Juni 2014 leitete die EU-Kommission ein Vertragsverletzungsverfahren gegen Bulgarien ein, das Land stoppte daraufhin die Arbeiten an der Pipeline. Bulgarien (EU-Mitglied seit 2007) erklärte im Juni, an dem Bau festzuhalten, das Projekt aber erst nach Zustimmung der EU-Kommission fortsetzen zu wollen.

### Alternativprojekt
Der türkische Wirtschaftsminister Nihat Zeybekçi betonte in einem am 27. Januar 2015 veröffentlichten Interview, das kurz zuvor von der Gasprom vorgestellte Alternativprojekt  TurkStream auch finanziell zu unterstützen. Die Türkei ist schon zu 30 % an der Transanatolischen Pipeline (TANAP) beteiligt.

## Beteiligte Unternehmen
Partner des Joint Ventures für den Offshore-Teil der Fernleitung waren bis Ende 2014 Gazprom (50 %), der italienische Energieversorger Eni (20 %), die französische EDF (15 %) sowie die BASF-Tochter Wintershall (15 %). Die Kosten wurden im Mai 2009 auf 19 bis 24 Milliarden Euro geschätzt. Am 29. Dezember 2014 veräußerten Eni, EDF und Wintershall ihre Anteile an Gazprom. Somit ist nur noch letztere für die Finanzierung des Offshore-Teils verantwortlich.
Am Onshore-Teil der Fernleitung waren beteiligt:
- Österreich Österreich – South Stream Austria GmbH; Anteilseigner Gazprom (50 %) und OMV (50 %)
- Bulgarien – South Stream Bulgaria AD; Anteilseigner Gazprom (50 %) und Bulgarian Energy Holding (50 %)
- Kroatien – Joint Venture in Vorbereitung; Anteilseigner Gazprom und Plinacro
- Griechenland – South Stream Greece S.A.; Anteilseigner Gazprom (50 %) und DESFA (50 %)
- Ungarn – South Stream Hungary Zrt; Anteilseigner Gazprom (50 %) und Magyar Villamos Művek (MVM) (50 %)
- Serbien – South Stream Serbia AG; Anteilseigner Gazprom (51 %) und Srbijagas (49 %)
- Slowenien – South Stream Slovenia LLC; Anteilseigner Gazprom (50 %) und Plinovodi (50 %)

## Gaspreis, ökonomische Aspekte, Sonstiges
Die Gasnachfrage in der EU ist von 2010 bis 2014 um rund zehn Prozent gefallen. Ob South Stream – unter den damaligen Marktverhältnissen – wirtschaftlich zu betreiben wäre, erscheint laut Medienberichten fraglich.